# كريس بولارد
كريس بولارد (بالإنجليزية: Chris Pollard)‏ هو لاعب كرة قاعدة أمريكي، ولد في عقد 1970.